# Matthias Rudolph (Politiker)
Matthias Rudolph (* 1976 in Bad Saarow-Pieskow, DDR) ist ein deutscher Lokalpolitiker. Er ist Mitgründer der Wählervereinigung Bündnis Fürstenwalder Zukunft (BFZ). Seit dem 6. Mai 2018 ist er Bürgermeister der Stadt Fürstenwalde/Spree.

## Leben
Rudolph absolvierte bei der Commerzbank eine Ausbildung zum Bankkaufmann und schloss ein BWL-Studium mit Diplom ab. Berufliche Station in der Finanz-Branche war die WestLB, bei der er eine Ausbildung zum Börsenhändler der Terminbörse EUREX absolvierte. Nach einer Station in Luxemburg kehrte Rudolph 2005 nach Fürstenwalde zurück und machte sich 2006 als Finanzberater selbständig. 
Aus Unzufriedenheit über den Ablauf und das Ergebnis der Bürgermeisterwahl 2010 begann Rudolph, sich politisch zu engagieren und gründete 2013 gemeinsam mit Gleichgesinnten die Wählervereinigung BFZ. Diese zog 2014 mit fünf Mandaten in die Stadtverordnetenversammlung von Fürstenwalde/Spree ein. Rudolph war Fraktionsvorsitzender der BFZ-Fraktion.
Am 25. Februar 2018 wurde Rudolph mit 52,2 % der Stimmen im ersten Wahlgang zum hauptamtlichen Bürgermeister gewählt. Am 6. Mai 2018 wurde er als hauptamtlicher Bürgermeister für eine Amtszeit von acht Jahren vereidigt. Seit Übernahme des Bürgermeisteramtes gibt es Kritik an seiner Amtsführung.
Vom 4. September bis zum 3. Oktober 2022 fand ein Bürgerbegehren zur Durchführung eines Bürgerentscheids zu seiner Abwahl als Bürgermeisters statt, mit dessen Ergebnis jedoch nicht die erforderlichen Unterschriften gesammelt werden konnten. Gegen Rudolph ist ein Disziplinarverfahren durch den Landkreis Oder-Spree wegen diverser Verstöße gegen seine Dienstpflichten anhängig.